# Чилоян, Славик Алексанович
Славик Чилоян (1940—1975) — армянский поэт и переводчик, представитель нового поэтического поколения 1960-х годов.

## Биография
Чило, как его называли, рос без родителей. Позже сидел в Кошской колонии.
Переводил на армянский язык поэзию Бориса Виана и Жака Бреля
«Его поэзией была поэзия его жизни, поэзия улицы, её страстей, которая в те времена казалась необычной и даже маргинальной… Чилоян был скорее сегодняшним поэтом, чем тогдашним, и будущее тоже было за ним», — сказал о нём Давид Ованес.
Чилоян стал известным ещё при жизни — благодаря своим публикациям в прессе и экстравагантному поведению, однако первое раздельное издание под названием «Мы были людьми» было осуществлено только в 1992 году издательством «Наири».
В 2005 г. усилиями земляческого союза «Ниг-Апаран» рядом с ереванским кафе «Арагаст», где Чилоян погиб при загадочных обстоятельствах, открылся памятник поэту.